# История Мешхеда

## До XIX века
- 330 г. до н. э. - Проезд Александра Македонского во время его персидского похода.[1][2][3][4] Вероятно, первое поселение на территории современного города.[5][6]
- 818 - Смерть Али аль-Риды, установлен храм имама Резы.
- 970-990-е - Храм имама Резы разрушен Газневидом Насер-ад-даулой Сюбюктигином.
- 1009 - Храм имама Резы восстановлен.
- 1121 - Построена городская стена.
- 1161 - Мешхед разграблен огузами.
- 1389 - Близлежащий Тус осажден войсками Миран-шаха; беженцы бегут в Мешхед.
- 1418 - Построена мечеть Гоаршад.
- 1426 - При храме имама Резы построено медресе Бала-и-сар.
- 1439 - Медресе Ду-дар, построено Шахрукхом в святилище Имама Резы.
- 1457 - Основана Центральная библиотека Астана Кудса Разави.
- Приблизительно 1501 - Имамитский ислам объявлен официальной государственной религией в Иране, что благоприятно для Мешхеда как священного города.
- 1507 - Мешхед взят войсками Мухаммеда Шейбани.
- 1544 - Мешхед разграблен узбекскими войсками.
- 1589 - Мешхед осажден войсками Шейбанида Абд аль-Мумина.
- 1598 - Мешхед взят войсками Аббаса I Персидского; узбеки побеждены.
- 1722 - Афганские Дуррани пришли к власти.
- 1726 - Мешхед осажден персидскими войсками.
- 1753 - Мешхед осажден войсками Ахмад-шаха Дуррани.

## XIX век
- 1803 - Мешхед осажден войсками Фатх Али-шаха.
- 1849 - Мешхед взят войсками Хусама ас-Салтаны.
- 1876 - Построен дворец Аббаса Мирзы.
- 1889 - Британское и российское правительства открыли генеральные консульства.

## XX век
- 29 марта 1912 - Бомбардировка города русскими.
- 1918 - Образован муниципалитет Мешхеда, первым мэром города становится Мирза Абдол-Рахим Хан Занд Кашеф ол-Молк.
- 1920 - Население примерно 70 000-80 000 человек.[7]
- 31 марта 1925 - Солнечный календарь хиджры законно принят в Иране.
- 1949 - Основан университет Разави.
- 1959 - Возведен мавзолей Надер-шаха.[8]
- 1963 - Население 312 186 человек (оценка).
- 1964 - Открыт Центральный музей Астана Кудса Разави.
- 1966 - Открылась железнодорожная станция Мешхеда.
- 1968 - Кампусный кинотеатр "Ховеза" создан.
- 1970 - Кинотеатр "Кудс" создан.
- 1971 - Кинотеатр "Африка" создан.
- 1980 - Основан зоопарк "Вакилабад".
- 1982 - Население 1 120 000 человек (оценка).[9]
- 1983 - Открылся Стадион "Самен".
- 1995 - Открылось новое здание Центральной библиотеки Астана Кудса Разави.
- 1996 - Население 1 887 405 человек.[10]

## XXI век
- 2004 - Город становится частью провинции Хорасан-Резави.
- 2011 - Открылась городская железная дорога Мешхеда, стадион Имама Резы, население: 2 766 258 человек.[11]
- 14 июня 2013 - Местные выборы.
- 2014 - Совлат Мортазави становится мэром, город становится частью Региона 5.